# Descendants 2 (trilha sonora)
Descendants 2 é um álbum de trilha sonora do elenco do filme homônimo, lançado em 21 de julho de 2017, pela Walt Disney Records. A trilha sonora e o single principal, "Ways to Be Wicked", foram anunciados em 12 de abril de 2017. A trilha sonora foi lançada em 21 de julho de 2017.
A trilha sonora estreou na sexta posição na Billboard 200 dos EUA, com 46 mil unidades equivalentes a álbuns, das quais 35 mil eram vendas puras; as vendas na semana de estreia foram superiores ao filme anterior. Na segunda semana, caiu para a nona posição, com mais 27 mil unidades. A trilha sonora também entrou nas paradas de mais oito países, incluindo Austrália, Canadá, França e Reino Unido, nas posições 64, 25, 135 e 5, respectivamente.

## Antecedentes
Descendants 2 foi lançado em 21 de julho de 2017, juntamente com o lançamento de seu filme. A trilha sonora consiste em 11 músicas, seis das quais são originais do filme. Inclui também versões de “Kiss the Girl” e “Poor Unfortunate Souls” do filme de animação musical e fantasia A Pequena Sereia de 1989. Além disso, três músicas de Descendants: Wicked World foram incluídas na trilha sonora, incluindo "Together", "Evil" e "Rather Be with You".
Em uma entrevista à Billboard falando sobre a música do filme, o vice-presidente de música e trilhas sonoras do Disney Channel, Steven Vincent, disse que o primeiro passo para fazer a música de Descendants 2 foi avaliar onde as músicas se encaixavam na história e em que partes do filme seriam mais úteis. Também revelou que a trilha sonora é uma coleção de vários estilos de música. Falando sobre seu papel na trilha sonora, a estrela Dove Cameron comentou: “Eu cresci cantando, dançando e interpretando musicais teatrais, então estar na trilha sonora de um filme musical da Disney era um dos meus maiores sonhos. Este álbum representa tanto para mim em termos de realização de sonhos e orgulho.”

## Lista de faixas
| N.º | Título                                            | Duração |  |
| 1.  | "Ways to Be Wicked"                               | 3:18    |  |
| 2.  | "What's My Name"                                  | 3:12    |  |
| 3.  | "Chillin' Like a Villain"                         | 3:13    |  |
| 4.  | "Space Between"                                   | 2:57    |  |
| 5.  | "It's Goin' Down"                                 | 4:11    |  |
| 6.  | "You and Me"                                      | 3:27    |  |
| 7.  | "Kiss the Girl"                                   | 1:53    |  |
| 8.  | "Poor Unfortunate Souls"                          | 2:36    |  |
| 9.  | "Better Together"                                 | 2:59    |  |
| 10. | "Evil"                                            | 2:42    |  |
| 11. | "Rather Be with You"                              | 2:38    |  |
| 12. | "Poor Unfortunate Souls (versão de Sofia Carson)" | 2:43    |  |

## Pessoal
- Dove Cameron – vocais
- Sofia Carson – vocais
- Cameron Boyce – vocais
- Booboo Stewart – vocais
- China Anne McClain – vocais
- Thomas Doherty – vocais
- Dylan Playfair – vocais
- Mitchell Hope – vocais
- Jeff Lewis – vocais
- Brenna D'Amico – vocais
- Melanie Paxson – vocais
- Zachary Gibson – vocais